# كيفن فليتشر
كيفن فليتشر (بالإنجليزية: Kevin Fletcher)‏ مواليد 11 يناير 1980 في دنفر، هو لاعب كرة سلة أمريكي. بدأ مسيرته الاحترافية في سنة 2002. يبلغ طوله 6 قدم 10 بوصة (2.1 م).

## المسيرة الاحترافية
لعب مع نادي أريس لكرة السلة في موسم 2006–2007، ثم لعب مع ينسي كراسنويارسك في الدوري الروسي في موسم 2008–2009، ثم لعب مع بشكتاش لكرة السلة في الدوري التركي في موسم 2009–2010، ثم لعب مع تيرامو باسكت في الدوري الإيطالي في موسم 2010–2011.

## روابط خارجية
- كيفن فليتشر على موقع الدوري الأوروبي لكرة السلة (الإنجليزية)
- كيفن فليتشر على موقع كرة السلة الأوروبية.كوم (الإنجليزية)
- كيفن فليتشر على موقع ريلجم (الإنجليزية)
- كيفن فليتشر على موقع بروبوليرز (الإنجليزية)
- كيفن فليتشر على موقع سبورتس رفرنس (الإنجليزية)